# Ripalta Arpina
Ripalta Arpina (Riultèla in dialetto cremasco) è un comune italiano di 1 077 abitanti della provincia di Cremona, in Lombardia.

## Geografia fisica
Il territorio comunale di Ripalta Arpina si presenta come una striscia di territorio allungato e fortemente plasmato dai fiumi. In effetti, l'abitato nasce originariamente sulla riva destra del Serio, quando il fiume percorreva un tracciato più orientale rispetto all'attuale. Tra l'XI e il XV secolo il Serio mutava percorso, seguendo un tracciato posto a occidente del nucleo abitativo che si è trovato così sulla riva sinistra. I due percorsi, quello relitto (oggi percorso dal Serio Morto) e quello attuale hanno profondamente inciso il livello planiziale dando vita a due valli fluviali profonde e con i margini molto evidenti. Mentre l'abitato si sviluppa su un livello fondamentale della pianura tra i 67 e 70 m s.l.m., la valle del Serio Morto ha una quota di 61 m s.l.m., mentre la valle del Serio è più profonda, avendo in prossimità dell'abitato una quota di 55 m s.l.m.
La parte meridionale del territorio è stata scavata dall'Adda, in una zona occupata un tempo dal Lago Gerundo. Anche qui gli orli di scarpata della valle fluviale sono particolarmente evidenti, anche se più dolci rispetto a quelli del Serio. Complessivamente l'intero territorio si sviluppa tra i 47 e i 71 m s.l.m.
Oltre ai fiumi Adda e Serio (non il Serio Morto, che si sviluppa poco oltre il confine comunale, nel territorio di Castelleone), vanno segnalate due importanti rogge ad uso irriguo: la Pallavicina e la Borromea.
La temperatura media di gennaio si attesta intorno ad 1 °C, quella media del mese di luglio è pari a 24,5 °C. Il clima è di tipo temperato continentale con precipitazioni più frequenti in autunno e primavera e con l'inverno più siccitoso dell'estate.
Classificazione sismica: zona 3 (sismicità bassa). Classificazione climatica: E (i Gradi giorno sono 2.474; il limite massimo consentito per l'accensione dei riscaldamenti è di 14 ore giornaliere, dal 15 ottobre al 15 aprile).

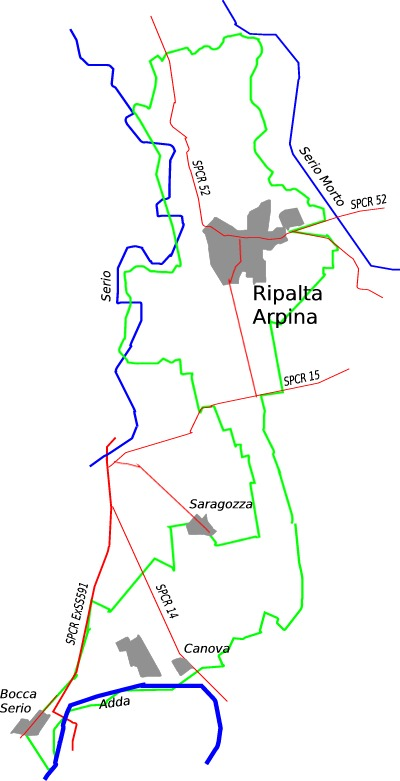
Mappa schematica del territorio di Ripalta Arpina

## Storia
Presso Ripalta Arpina, durante i lavori per l'arginatura del Serio Morto, ai primi di aprile 1933, si sono trovati, ad una profondità di pochi metri, resti di parecchie palafitte. La notizia veniva a confermare quanto già si sapeva delle remote origini di quella località per altri ritrovamento fatti anni addietro nel campo Costa Sala o Sale.
Le palafitte riportano all'età della pietra o del bronzo, ma oggetti metallici non vennero alla luce. Rivelano inoltre che in quei tempi remoti la località, su cui poi sorse Ripalta Arpina, presentava le stesse caratteristiche che si incontrano a Chieve, a Ombriano, e altrove. Questa analogia di condizioni e di vita ci fa ritenere che quei primi abitatori, come tutti gli altri rivieraschi del lago Gerundo, fossero della medesima razza e vivessero alla medesima epoca: risultato questo assai importante per la storia delle origini del popolo cremasco. Ripalta Arpina era situata a brevissima distanza da un antico e importante centro cremonese, Bressanoro, in un punto dove due popolazioni, diverse per origine, per indole e per aspirazioni, si toccavano e si urtavano e dove i contrasti potevano scoppiare, e scoppiarono, nelle forme più accanite e disastrose.
Così nel 1110, dodici anni dopo la cessione di Matilde, a Bressanoro, presso la chiesa di Santa Maria, i Milanesi uniti ai Cremaschi si azzuffarono con i Cremonesi, con la peggio di questi. Ed ecco, sei anni dopo, la rivincita dei Cremonesi: il 26 agosto 1116 questi prendono Crema, la saccheggiano, la mettono a ferro e a fuoco e ne conducono prigionieri i cittadini. Dopo un'altra guerra (di cui non si conosce l'esito) combattuta nel 1130, al tempo dei Consoli Cremonesi Riboldo e Anselmo, ecco una nuova rivincita da parte dei Milanesi e dei Cremaschi alleati: questi, infatti, il 5 giugno 1139, con un combattimento sanguinosissimo avvenuto alla Motta di Ripalta Arpina, riescono ad avere il sopravvento sui Cremonesi; in quel giorno, dice la Cronica di Sicario, «maxima pars populi Cremonae fuit capta» ossia "l'esercito cremonese fu in gran parte fatto prigioniero" in seguito a manovra che avvolse le due ali.
Sanguinosa e ostinata alternativa di lotte e vicende guerresche: vent'anni dopo, all'assedio di Crema, i Cremonesi vendicano, con la crudele distruzione della nostra città, la sconfitta patita a Rivoltella. Finalmente, nel maggio 1213, con la battaglia combattuta alle Bodesine, riescono ad avere pieno trionfo degli eterni avversari Milanesi e Cremaschi e, nel bottino, anche il Carroccio dei Milanesi e la croce preziosa che lo adornava cadono nelle mani dei Cremonesi, superbo trofeo della vittoria riportata.
È soltanto dal sec. XIV in poi che Rivoltella ha pace; ma è la pace del silenzio e del decadimento. Da sede di capitanato, con castello munito, dove risiedono i bellicosi feudatari del Vescovo di Cremona, si riduce alle condizioni di una modesta corte rurale, né la distinzione datale da tante vicende poté sottrarla all'inevitabile declino. Rivoltella e Bressanoro erano allora due Pievi, dove vi era un archipresbyter l'una in sinistra e l'altra in destra del Serio, e comprendevano rispettivamente i territori delle due rive del fiume. Ripaltella aveva le località di Ripalta (Nuova e Vecchia), quella poi detta Guerina, Gombito, la Vinzasca, Montodine, Moscazzano e forse Rovereto (questa infatti è una delle 54 località elencate nel documento del 1134 come dipendenti di Ripalta Arpina); Bressanoro invece tutte le altre in sinistra del Serio, sin presso a Soresina e a S. Bassano.
La Pieve di Ripalta Arpina risale certamente a tempi assai antichi. La prima menzione di una capella o chiesa di Rivoltella si ha nel 1041, ma non se ne dice il titolo. In un atto dell'agosto 1051 è invece nominata per la prima volta la "capella S. Mariae… in curte Rivaltellae".
Le prove dell'esistenza della Pieve di Ripalta Arpina sono diverse.
La prima è data dal fatto che quel parroco porta, ab immemorabili, il titolo di "archipresbyter" che era riservato al sacerdote della Pieve. Il titolo di "S. Maria" riporta l'origine della chiesa a prima dei VII secolo.
Altra prova è data dall'esistenza di una Collegiata, costituita da sacerdoti investiti di beneficio proprio, addetti a proprie chiese e vincolati, nell'esercizio di determinate funzioni, alla vita comune.
Conosciamo l'esistenza di una chiesa campestre dedicata a san Eusebio e di un'altra a san Giovanni Battista in paese. Oltre a queste, secondo il documento del 1051, esistevano nel territorio almeno tre altre chiese: S. Benedetto, S. Vincenzo e S. Pietro (di questa è forse rimasta memoria nell'altare a S. Pietro esistente nella parrocchiale).
Tutte o quasi tutte queste chiese avevano annesso un beneficio canonicale, e perciò la fiorente collegiata rivestiva decoro e importanza. Tale ricchezza era dovuta alle generose donazioni di una nobilissima famiglia, quella dei Capitani di Rivoltella, fondatori delle doti beneficiarie dell'antica Collegiata, La famiglia dei Capitani di Rivoltella, chiamati così dopo il per capostipite Rainerio di Rivoltella, nato nella seconda metà del sec. X, oriundo da Arzago, o imparentato con quei Capitani d'Arzago, ai quali doveva conferire tanto lustro Ariberto d'Intimiano arcivescovo di Milano. Rainerio teneva, ad Arzago, un possedimento che fu venduto dopo la sua morte, dal figlio Guido insieme alla consorte Raimburga, a Landolfo vescovo di Cremona (1021). Rainerio ebbe due figli: Ardicio e Guido. Del primo non occorre dire: Guido sposò, circa il 1002, Raimburga e morì prima del 1034, lasciando Raimburga con due figli, Guinizo e Gerardo. Quest'ultimo, sposatosi nel 1040 con Megenana, morì senza eredi.
La famiglia dei Capitani di Rivoltella si conservò, dunque, nella discendenza di Guinizo. Questi, insieme al fratello Gerardo, aveva ereditato dal padre Guido vastissimi possedimenti: si può dire, l'intero territorio di Rivoltella, Montodine, Gombito e Moscazzano, esclusa però la quarta parte che, in forza delle leggi longobarde, formava il morgincap, ossia la proprietà spettante alla vedova. Tutta l'eredità venne divisa in due parti: una fu dai fratelli venduta al prete Vinizone o Guinizone di Rivoltella, l'altra fu divisa in parti uguali. Guinizo vendette la sua alla madre Raimburga e questa, alla sua morte, lasciò tutto al Vescovo di Cremona: anche una parte dell'eredità di Gerardo comperata da un Prete Silvestro, finì nelle mani del vescovo: e finalmente anche il prete Vinizone disponeva che la sua proprietà passasse al medesimo vescovo. Tutti questi beni si trovavano nei territori di Rivoltella, Moscazzano, Montodine, Gombito e, in parte, a Cornaleto, Vinzasca e Casalmorano. Erano dunque latifondi immensi quelli dei Capitani di Rivoltella, e immense per conseguenza le ricchezze ereditate dal vescovo di Cremona in quelle terre. Il vescovo lasciò gli eredi di Guinizo usufruttuari dei beni lasciati dal prete Vinizone, e perciò essi divennero, di fatto, vassalli del vescovo stesso e più precisamente vassalli maggiori, ossia con altro nome, Capitani.
I Capitani di Rivoltella, nelle lotte avvenute più tardi fra Milano e Crema da una parte, e Cremona dall'altra, tennero sempre le parti delle due prime città: erano infatti guelfi e cremaschi. Ciò spiega anche come le aspre battaglie di S. Maria di Bressanoro, della Motta e delle Bodesine si siano combattute nel territorio di Ripalta Arpina o in luoghi vicini. Là era il confine tra Crema e Cremona, e là erano anche gli animatori e i sostenitori dei Cremaschi e dei Milanesi: i Capitani di Rivoltella.
Dopo la sfortunata battaglia delle Bodesine, i Capitani abbandonarono Rivoltella e si stabilirono definitivamente a Crema, dove già avevano una loro dimora e sin dal 1199 la loro famiglia dava il nome ad una delle vicinanze di Porta Ripalta. Scarse sono da allora in poi le memorie di questi Capitani.
Si ricorda il nome di Dionisarco, de Capitani di Rivoltella, che nel 1314 era prevosto di S. Maria Maggiore, ossia del duomo. Di un Lodovico, dei Capitani di Rivoltella, che viveva in Crema nel 1423, parla il nostro Terni e in lui probabilmente la nobile famiglia si estinse.
I possessi che i vescovi di Cremona tenevano a Rivoltella per le donazioni sopra accennate ed altre ancora, vennero solennemente riconosciuti loro da Enrico IV Imperatore di Germania e da papa Alessandro II.
Tuttavia Rivoltella non fu sempre tranquilla e ossequiente nei riguardi del vassallaggio e della subordinazione feudale. Consta, infatti, da un documento del 17 maggio 1159 — due mesi prima che s'iniziasse l'assedio di Crema e quando già covavano i propositi delle rivendicazioni contro la politica dell'Imperatore Federico Barbarossa —, che alcuni degli homines di Rivoltella, Fornovo, Bariano, Mozzanica e Gabbiano, tutti vassalli del vescovo di Cremona, gli si erano ribellati, abbandonando le dimore ed i loro doveri e, ciò che è peggio, sembra dire l'imperatore, portandosi in Crema: «ad Cremam suas habitationes fecerunt»: a Crema, centro di riunione degli antimperiali. Erano le prime avvisaglie della grande lotta che doveva culminare nella distruzione di Crema. L'imperatore autorizza il vescovo a procedere contro i ribelli, a citarli al suo tribunale, a giudicarli severamente: nel caso si fossero rifiutati di comparire, ordina la confisca dei loro beni, dando facoltà al vescovo di entrarne in possesso. Nel 1187 Gregorio VIII, con la bolla Fratres nostros rinnova alle chiese del territorio cremasco appartenenti alla diocesi cremonese l'ingiunzione di obbedire e di portare la debita riverenza al vescovo di Cremona. Ai Cremaschi era dunque duro e difficile obbedire a quel vescovo nell'ordine civile, cui ripugnavano le loro tradizioni guelfe e le loro aspirazioni di libertà politica e comunale, Un pallido ricordo dell'antico splendore si ebbe ai tempi di Leone X, quando l'arciprete di Ripalta Arpina, il sacerdote Giacomo Filippo Ferrari, erede dell'antica dignità della pieve collegiata, fu da quel pontefice scelto come suo delegato per effettuare il passaggio di certe religiose residenti in Crema, dalla regola benedettina a quella domenicana.
Delle chiese che furono ricordate ai tempi della Collegiata ne sono rimaste due: S. Maria Rotonda (parrocchiale) e S. Giovanni Battista. Questa risale all'epoca longobarda; se ne fa menzione la prima volta nel 1051, fu ricostruita l'ultima volta nel 1672-1687 a spese di Giovanni Angelo Giacomelli.
Un oratorio dedicato a san Bartolomeo era stato eretto, probabilmente sul posto di altro più antico e del medesimo titolo, da Onorio Barbetta nel 1607, ma risulta che nel 1659 era già abbandonato e l'anno seguente demolito.
L'oratorio campestre dedicato a sant'Eusebio confessore, di cui già dicemmo, residuo dell'antica collegiata, esisteva ancora nel 1727. Fu demolito in tal anno dall'ultimo investito, il conte Ernesto Griffoni di S. Angelo.
Ancor oggi il luogo dove esso sorgeva si chiama col nome di campo S. Eusebio.
Molte volte, negli antichi documenti a cominciare dal 1046, è fatta menzione del castrum o castello di Ripaltella: non siamo in grado di precisare né dove né come esso fosse.
Nel sec. XVIII risultano principali proprietari di Rivoltella i Conti Benvenuti e i Nobili Salomoni.
Tra gli edifici notevoli è degna di rilievo (oggi Palazzo Zurla).

### Simboli
Lo stemma e il gonfalone sono stati concessi con decreto del presidente della Repubblica del 10 dicembre 1959.
Il gonfalone è un drappo partito di rosso e di bianco.

## Monumenti e luoghi d'interesse

### Chiesa parrocchiale di Santa Maria Rotonda
Sorge in posizione defilata, ai margini della scarpata che degrada verso la valle del Serio Morto. Si tratta di una chiesa plebana di origini antiche, forse sorta su un tempio pagano, ma l'aspetto attuale risale agli anni 1779-1799, in stile neoclassico e in mattoni a vista. Si segnala all'interno una bella calotta affrescata da Mauro Picenardi.

### Oratorio di San Giovanni Battista
Sorge lungo la via principale del paese; la sua prima menzione risale al 1051. L'edificio attuale è dovuto a una ricostruzione attuata negli anni 1672-1687 a spese di Giovanni Angelo Giacomelli.

### Oratorio di San Giovanni
Si trova in località Bocca Serio, frazioncina condivisa con il Comune di Montodine; l'oratorio è stato più volte rimaneggiato a partire dal XVI secolo e conserva all'interno degli affreschi cinquecenteschi. Il campanile è la trasformazione di un'antica torre di difesa del XV secolo.

### Palazzo Zurla
Già Capredoni, poi Arrigoni, sorge di fronte all'oratorio di San Giovanni Battista lungo la via principale e risale al XVII secolo. Consta di un fronte con portale centrale collegato a due torrette in cui appaiono molto evidenti i rivestimenti a bugnato. Oltre l'ingresso sulla pubblica via si scorge un raccolto cortile e la facciata vera e propria, caratterizzata da una loggiato a cinque luci. Non è chiaro se la villa sia stata costruita sull'antico castello, menzionato nei documenti antichi e di cui non si conosce l'esatta ubicazione.

### Cappella della Motta
Poco a nord dell'abitato sorge una piccola cappella restaurata nel 1945; vi sono contenuti i resti dei caduti di una celebre battaglia combattutasi il 5 giugno 1139 tra l'alleanza tra i Comuni di Crema e Milano (vittoriosi) contro quello di Cremona, in una delle tante guerre medievali.

## Società

### Evoluzione demografica
Abitanti censiti

### Etnie e minoranze straniere
Al 31 dicembre 2020 i cittadini stranieri sono 67. Le comunità nazionali numericamente significative sono:
1. Egitto: 24

## Infrastrutture e trasporti

### Strade
Il territorio è attraversato dalle seguenti strade provinciali:
- La strada provinciale CR SP ex SS 591 Cremasca che unisce Bergamo alla SS 9 Emilia presso Fombio (LO).
- La strada provinciale CR SP 13 Pizzighettone-Montodine.
- La strada provinciale CR SP 14 Montodine-Castelleone.
- La strada provinciale CR SP 52 Crema-Castelleone.

## Amministrazione
Elenco dei sindaci dal 1985 ad oggi.
| Periodo | Periodo   | Primo cittadino      | Partito              | Carica  | Note |
| ------- | --------- | -------------------- | -------------------- | ------- | ---- |
| 1985    | 1990      | Gian Pietro Frattini | Democrazia Cristiana | sindaco |      |
| 1990    | 1995      | Gian Pietro Frattini | Democrazia Cristiana | sindaco |      |
| 1995    | 1999      | Aldo Ferla           | Lega Nord            | sindaco |      |
| 1999    | 2004      | Aldo Ferla           | Lega Nord            | sindaco |      |
| 2004    | 2009      | Pietro Torrazzi      | centro               | sindaco |      |
| 2009    | 2014      | Pietro Torrazzi      | lista civica         | sindaco |      |
| 2014    | 2019      | Marco Ginelli        | lista civica         | sindaco |      |
| 2019    | 2024      | Marco Ginelli        | lista civica         | sindaco |      |
| 2024    | in carica | Pietro Torazzi       | lista civica         | sindaco |      |